# Becky Sauerbrunn
Rebecca Elizabeth Sauerbrunn, mais conhecida como Becky Sauerbrunn (St. Louis, 6 de junho de 1985), é uma futebolista norte-americana que atua como zagueira. Atualmente, joga pelo Utah Royals FC.

## Carreira
Sauerbrunn fez parte do elenco da Seleção Estadunidense de Futebol Feminino, nas Olimpíadas de 2012 e 2016.

## Títulos
Estados Unidos
- Campeonato Feminino da CONCACAF: 2010, 2014, 2018
- Jogos Olímpicos : 2012
- Copa do Mundo Feminino: 2015, 2019
- SheBelieves Cup: 2016
- Torneio das Nações de Futebol Feminino: 2018